# 야마구치촌 (나가노현)
야마구치촌(山口村)은 나가노현 남서부 기소군의 촌이다. 시마자키 후지무라의 출생지인 마고주쿠로 유명하다.
2005년 2월 13일 기후현 나카쓰가와군에 편입되었다. 현을 초월한 합병이였다. 지난 1월 1일 도치기현 아시카가군 히시무라가 군마현 기류시로 편입된 이후 46년 만이다.

## 지리
나가노 현 남서부에 위치하고 기소 강을 사이에 두고 기후 현에 접하는 마을이었다.지형적으로도 마을의 대부분이 인접한 나카쓰카와 시와 연결되는 형태를 띠고 있으며, 그 때문에 나가노 현보다 기후 현과의 연결이 예로부터 깊었고, 그것이 후일 월경 합병에 이르는 가장 큰 요인이 되었다.

## 역사
중세까지는 미노국이었으나 이후 시나노국에 편입된다.에도 시대는 오와리 번의 영지가 되어 폐번치현을 맞이했다.
- 1889년 4월 1일 - 정촌제 시행과 함께 야마구치촌이 성립하였다.
- 1897년 - 다치촌과의 조합촌 관계가 해소되어 독립한 촌으로서 성립하였다.
- 1968년 5월 1일 - 니시치쿠마 군이 기소 군으로 개칭했기 때문에 나가노 현 기소 군 야마구치 촌으로 개칭하였다.
- 2005년 2월 13일 - 기후현 나카쓰가와시에 편입해 폐지되었다.

## 교통

### 도로
- 국도 제19호선